# Vrtinec (galaksija)
Galaksija Vrtinec (M 51, NGC 5194, NGC 5159) je galaktični par sestavljen iz večje spiralne in manše nepravilne galaksije. Sistem se nahaja v ozvezdju Lovskih psov. 

## Odkritje in značilnosti
Galaksijo je leta 1773 odkril Charles Messier. Danes je znano, da gre za par galaksij, ki sta gravitacijsko povezani in učinkujeta druga na drugo. To je najbolj prepoznaven primerek svoje vrste na nebu. Par tega z vrha vidnega dvojnega sistema sta večja spiralna NGC 5194 in manjša nepravilna NGC 5195. V vidni svetlobi se ne opazi znatne povezave med njima, toda posnetkih v drugih valovnih dolžinah razkrivajo plinasto ovojnico, ki ju povezuje. Ena od posledic navezanosti je ojačitev zgostitev v večji galaksiji, proženje porajanja zvezd in bolj iztopajoči spiralni kraki. Galaksija Vrtinec je bila prazaprav prva »meglica«, pri kateri je lord Rosse odkril spiralno zgradbo. Gravitacijska povezanost je tudi povečala aktivnost v jedrih obeh galaksij - v NGC 5195 se pospešeno rojevajo zvezde, to pa razloži njen nenavadno velik sij in tudi jedro NGC 5194 je veliko svetlejše kot običajno. Galaksija Vrtinec je kljub veliki oddaljenosti (31 mil. svetlobnih let) zelo svetlo nebesno telo. To pomeni, da je zelo razsežna in ima velik izsev. S premerom 100,000 svetlobnih let je podobno velika kot naša Galaksija, toda njen izsev je večji zaradi številnih mladih zvezdnih kopic v njenih spiralnih krakih.